# Phoneutria bahiensis
Phoneutria bahiensis is een zeer giftige en agressieve spin uit de familie kamspinnen (Ctenidae). De spin komt voor in tropisch Zuid- en Centraal-Amerika. Bij het lastigvallen zal ze zeker bijten en een sterk neurotoxisch gif inspuiten. Het tegengif moet vrijwel direct toegediend worden. Het is bekend dat jaarlijks over de hele wereld zo'n 5 mensen sterven aan de beet van deze spin. Ter vergelijking: 2 cheliceren vol gif van deze spin volstaan om 2000 muizen in 1 keer te doden.
De spin bereikt een lichaamslengte van 4 centimeter en behoort ondanks zijn grootte niet tot de vogelspinnen, maar tot de kamspinnen (Ctenidae).